# Rów Obi
Rów Obi – rów oceaniczny położony na Oceanie Indyjskim. Ciągnie się z zachodu na wschód, u południowych podnóży grzbietu Zachodnioaustralijskiego, na długości około 700 kilometrów. Na wschodzie graniczy z Rowem Diamantina. Osiąga głębokości do 5880 metrów.